# La Charge des tuniques rouges
Pour plus de détails, voir Fiche technique et Distribution.
La Charge des tuniques rouges (La carga de la policia montada) est un western espagnol sorti en 1964, réalisé par Ramón Torrado.

## Synopsis
La police montée canadienne, dirigée par John Bedford, cherche à arrêter un criminel : celui-ci est commerçant en peaux et veut pousser les indiens à attaquer les blancs sur les terres canadiennes encore sauvages.

## Fiche technique
- Titre français : La Charge des tuniques rouges[1]
- Titre original espagnol : La carga de la policia montada
- Réalisation : Ramón Torrado
- Scénario : Bautista Lacasa Nebot, Manuel Tabayo, Ramón Torrado
- Genre : Western
- Musique : Daniel White
- Production : Trébol Films
- Photographie : Ricardo Torres
- Format d'image : 2.35:1
- Durée : 101 minutes
- Pays :  Espagne
- Langue originale : espagnol
- Dates de sortie :
  - Espagne : 1964
  - France : 15 février 1966[1]

## Distribution
- Alan Scott : John Bedford
- Frank Latimore : Paul White
- Diana Lorys : Fleur de Montagne
- María Silva (sous le pseudo de Mary Silvers) : Valerie Jackson
- Alfonso Rojas : sergent Custer
- Bernabe Barta Barri : Don Halsey
- Rufino Inglés
- Fernando Bilbao : Brighton
- Rafael Hernàndez : Adams, éclaireur